# Gloversville
Gloversville, fundada en 1890, es una ciudad ubicada en el condado de Fulton en el estado estadounidense de Nueva York. En el año 2000 tenía una población de 15,413 habitantes y una densidad poblacional de 1,168.7 personas por km².

## Geografía
Gloversville se encuentra ubicada en las coordenadas 43°3′9″N 74°20′34″O / 43.05250, -74.34278. Según la Oficina del Censo, la ciudad tiene un área total de 13,2 km² (5,1 mi²), de la cual 13,2 km² (5,1 mi²) es tierra y 0 km² (0 mi²) (0%) es agua.

## Demografía
Según la Oficina del Censo en 2000 los ingresos medios por hogar en la localidad eran de $26,755, y los ingresos medios por familia eran $34,713. Los hombres tenían unos ingresos medios de $27,109 frente a los $21,250 para las mujeres. La renta per cápita para la localidad era de $15,207. Alrededor del 19.3% de la población estaban por debajo del umbral de pobreza.